# Boyacıoğlu, Tepebaşı
Boyacıoğlu là một xã thuộc huyện Tepebaşı, tỉnh Eskişehir, Thổ Nhĩ Kỳ.